# 5088 Tancredi
5088 Tancredi (1979 QZ1) là một tiểu hành tinh vành đai chính được phát hiện ngày 22 tháng 8 năm 1979 bởi C.-I. Lagerkvist ở La Silla.